# 坝湾三窝蛛
坝湾三窝蛛（学名：Trilacuna bawan）一种于中国云南省保山市隆阳区坝湾镇（今属潞江镇）大蛇腰发现的蜘蛛，隶属于卵形蛛科三窝蛛属。

## 鉴别特征
坝湾三窝蛛雄性胸板中央后面有2列条形纹，其边缘稍微突起，腹部精孔正下方有几条横纹，横纹下方有一长条明显褶皱。